# Iván Tortajada Estellés
Iván Tortajada Estellés (València, 19 de juny de 1991) és un artista faller. Llicenciat en Belles Arts i màster en producció artística per la UPV comença com aprenent als tallers de Toni Sales, Ramon Espinosa i Francisco Mesado. També col·labora amb altres artistes com Paco Giner o Sergio Amar. Planta la seua primera Falla infantil l'any 2011 a la localitat de Paiporta per la comissió Sant Antoni amb el lema "El fabricant de somnis". En 2012 amb "Quina animalà d'art" i en 2013 amb "La bruixa Marieta està malalteta" continua realitzant cadafals menuts per la mateixa comissió.
La seua arribada a les Falles de València es produeix en 2014 a les demarcacions de Corretgeria - Bany dels Pavesos amb "Baix terra" i Jesús-Sant Francesc de Borja amb "Teulades". En 2015 signa de nou les Falles infantils d'aquestes comissions plantant "Ser príncep" i "Estem en bàbia". La particularitat del cadafal de La Seu-Xerea-Mercat consisteix en la seua connexió amb la Falla gran, plantada per Guillermo Rojas. L'obra d'Iván es reubica des del 15 de març de 2015 dins de "Princeses" convertint-se en un tot on Falla infantil i gran cobren sentit complet. L'any següent amb "Reciclant estreles" tanca un cicle de tres Falles plantades per la comissió de Ciutat Vella.
En 2016 debuta en secció especial infantil plantant "En la seua justa mesura" a l'encreuament de Mestre Gozalbo-Comte d'Altea. En 2017 també per la mateixa comissió i classificació crea "Fent camí". És a les Falles del 2018 quan obté el primer premi a la màxima categoria amb "Mira dins" repetint guardó en 2019 amb "Si falles". El Gremi Artesà d'Artistes Fallers indultarà un dels ninots que formaven part d'aquesta última obra.
El seu pas per les Fogueres d'Alacant es compta per primers premis en categoria especial infantil. Es fa amb el màxim guardó plantant en 2015 "Tot allò gran és xicotet", obra que li servirà de Treball Fi de Màster, en 2016 amb "Tots iguals, tots diferents" i en 2017 amb "Deixa empremta" sempre al districte de Baver-Els Antigons. Amb la segona obra també obté el Ninot Indultat infantil. En 2018 s'encarrega del disseny de "Les penes al foc" executat per Toni Pérez. En 2019 col·labora amb Vicent Llácer en una escena d'"Efímera", obra que aconseguirà el primer premi de la categoria especial.
En pocs anys de carrera artística Iván Tortajada ha aconseguit un estil característic i molt marcat. Tot i tindre gran habilitat en el modelatge amb suro blanc, li agrada provar amb altres materials i no defuig l'ús de motles recuperant les tècniques del cartró. Els seus ninots escapen de l'esquema habitual en un sol bloc. L'artista explora anatomies discontinues partint cos i cap en moltes ocasions. Les seues creacions es disposen generalment de manera concèntrica ocupant el volum disponible amb línies rectes i corbes i formant composicions sinuoses. Explora la didàctica dirigida als xiquets en el contingut de la seua producció artística, però no renuncia a fer crítica ni a enviar missatges a través dels seus cadafals.
Es declara admirador de Julio Monterrubio i reconeix que, a més de per l'artista madrileny, la seua obra està influenciada per Paco López Albert i Jose Gallego. Carlos Corredera en el món de les Falles i Fogueres, Roger Olmos, Mayalen Goust, Nate Williams o Riccardo Guasco són referents en el món del dibuix per l'artista valencià. Imparteix classes al títol d'Expert Universitari en Disseny de Falles Experimentals i Tematitzacions emmarcades dins del Departament d'Esculptura de la UPV durant el curs 2017-18.
A més de les recompenses oficials de Junta Central Fallera en 2014 rep el Premi Salvador Debón a l'artista revelació. Les seues Falles resulten mereixedores del Premi Juan Canet atorgat per la comissió Espartero-G.V. Ramon y Cajal en diferents edicions. En 2019 anuncia una retirada temporal de la seua carrera com artista faller per formar-se a l'estranger.

## Falles

Falles de Secció Especial infantil
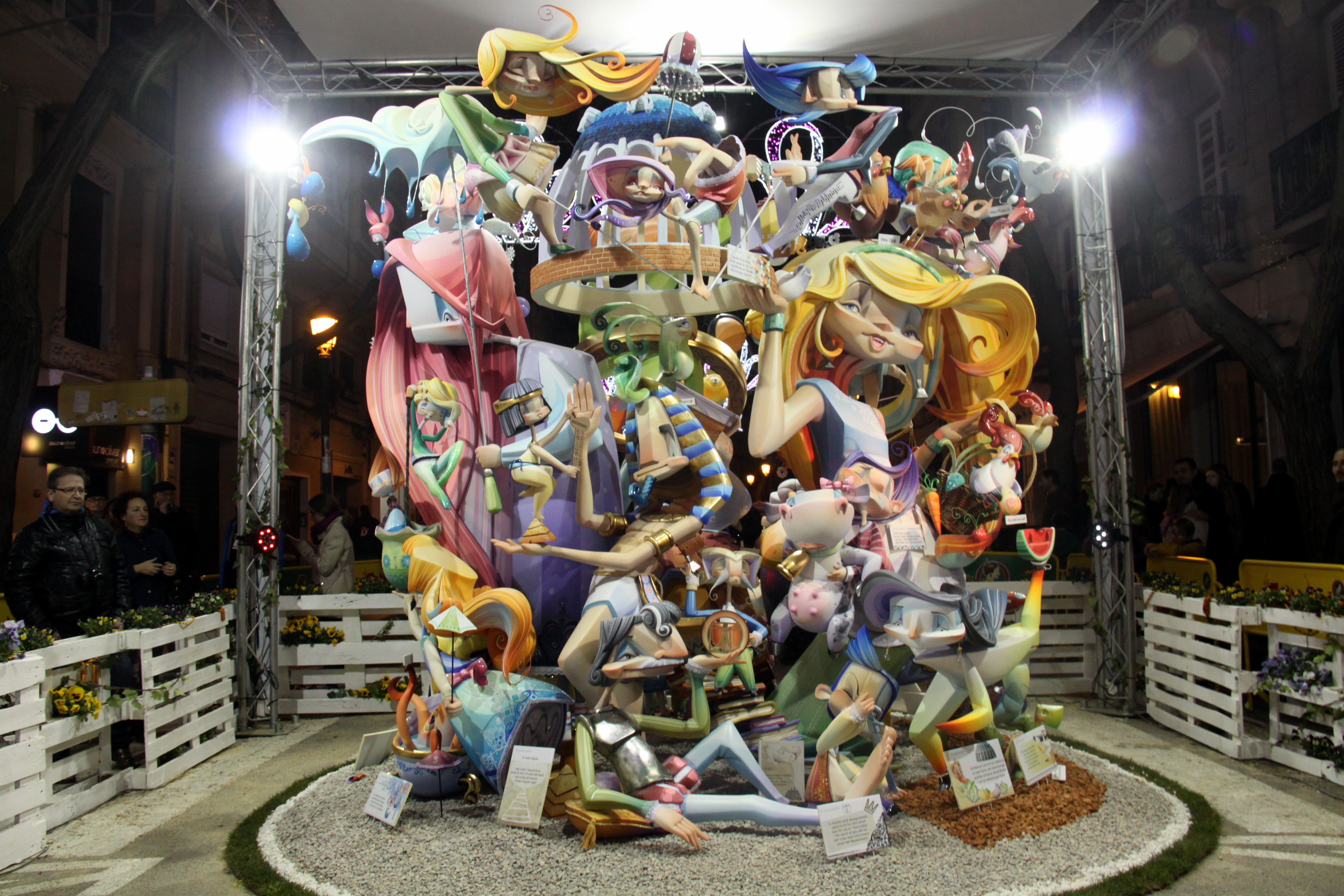
"En la seua justa mesura", Falla infantil Mestre Gozalbo-Comte d'Altea 2016
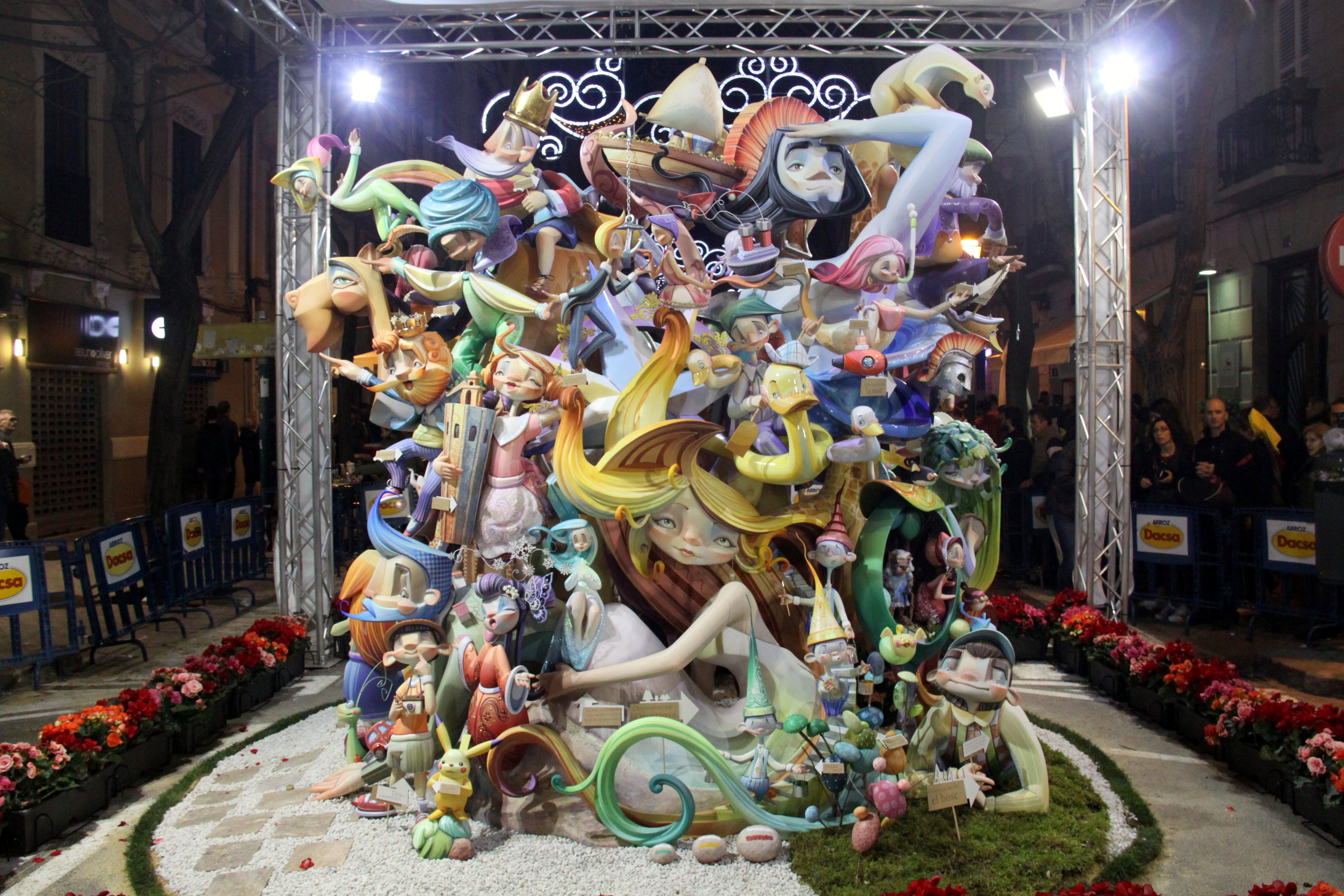
"Fent camí". Falla infantil Mestre Gozalbo-Comte Altea 2017
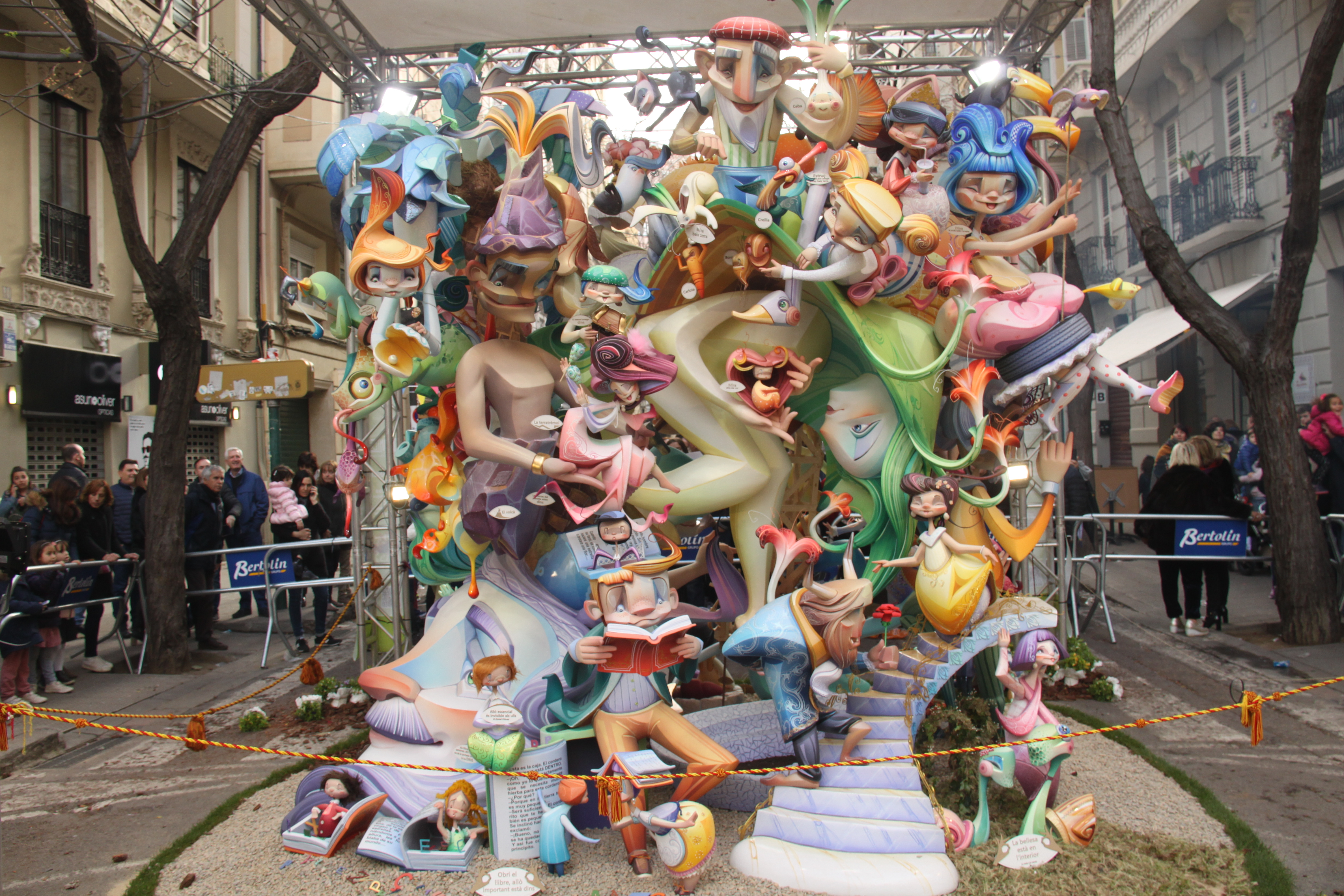
"Mira dins". Falla infantil Mestre Gozalbo-Comte d'Altea 2018
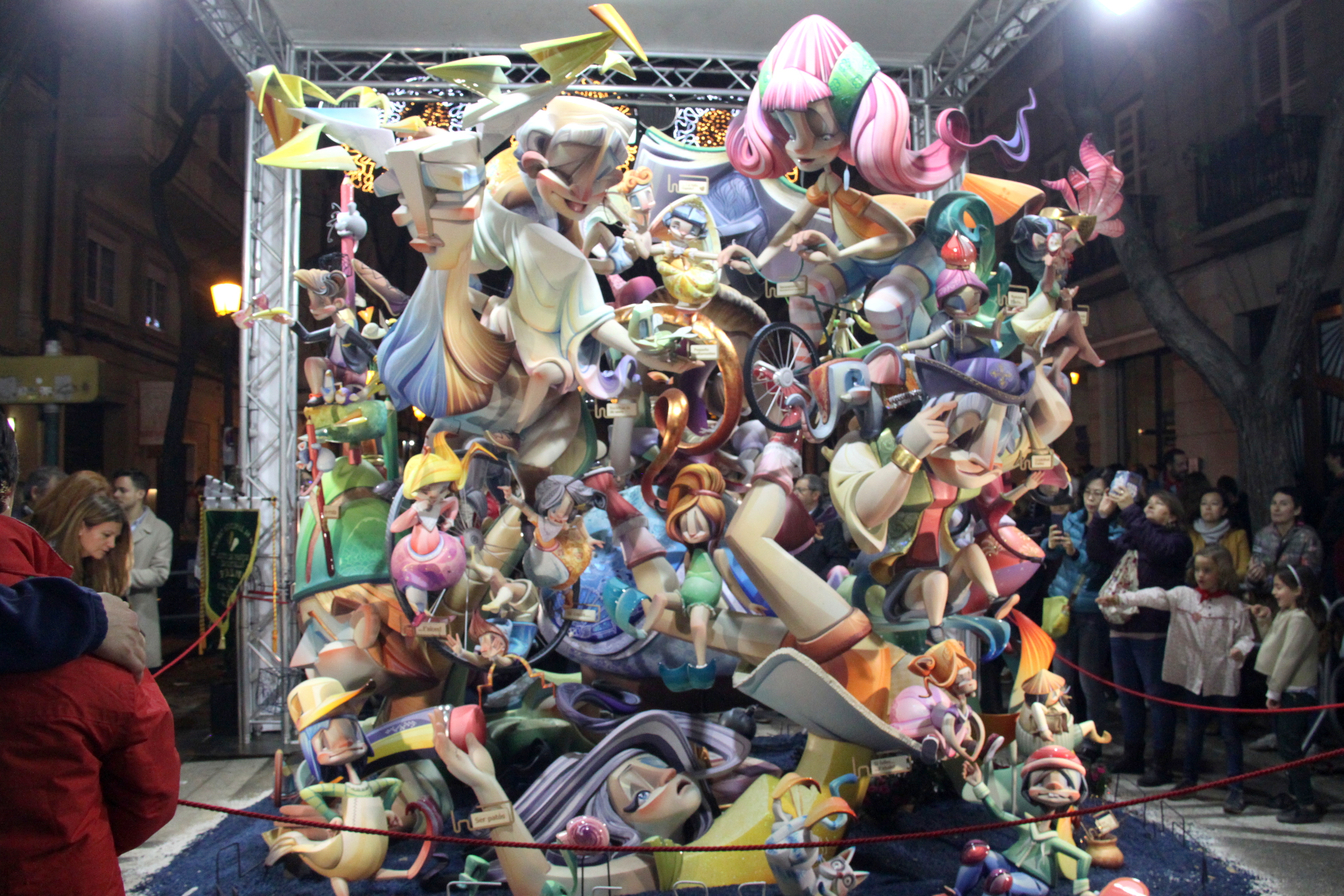
"Si falles". Falla infantil Mestre Gozalbo-Comte Altea 2019

## Fogueres

Fogueres de Categoria Especial infantil
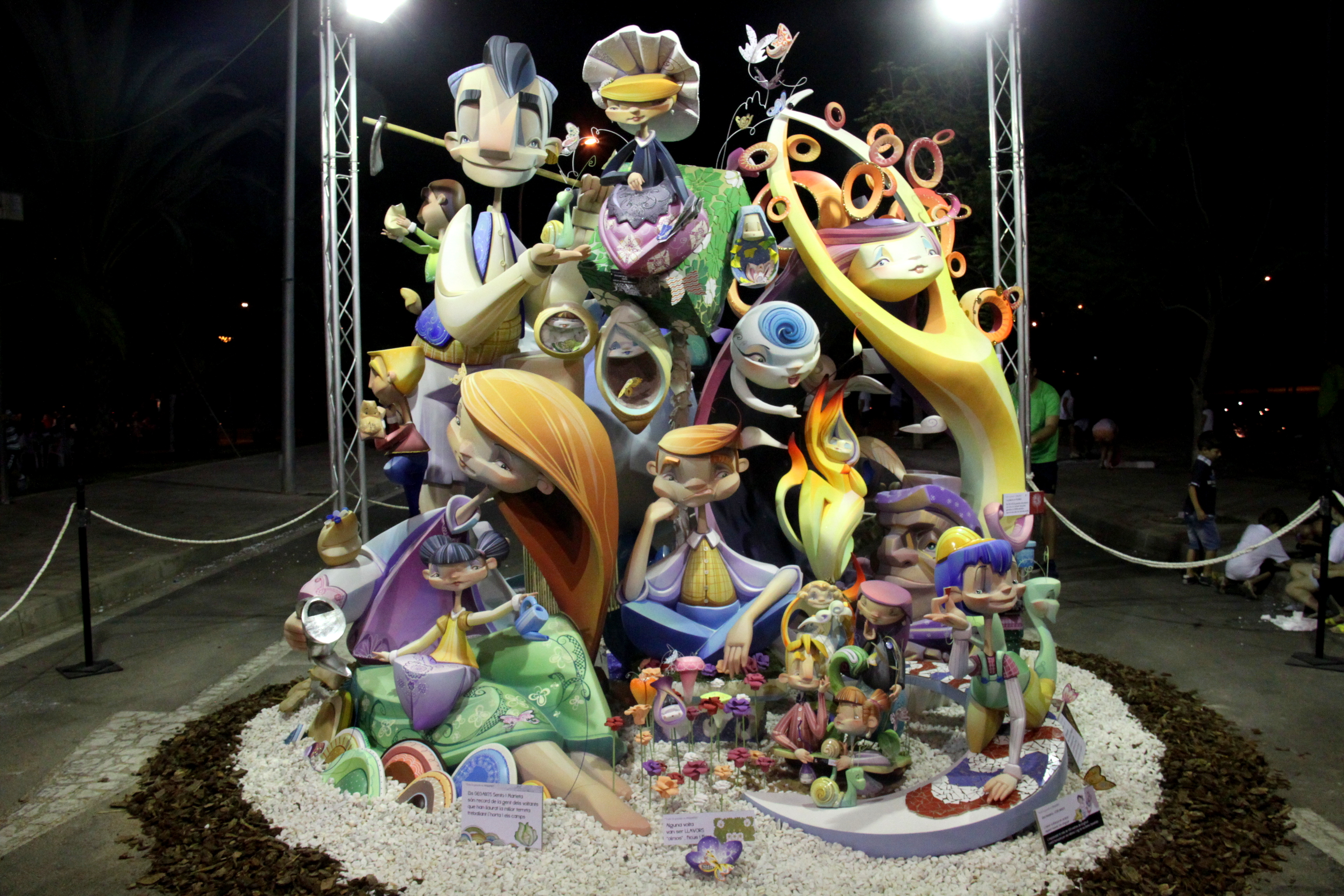
"Tot allò gran és xicotet", Baver-Els Antigons 2015
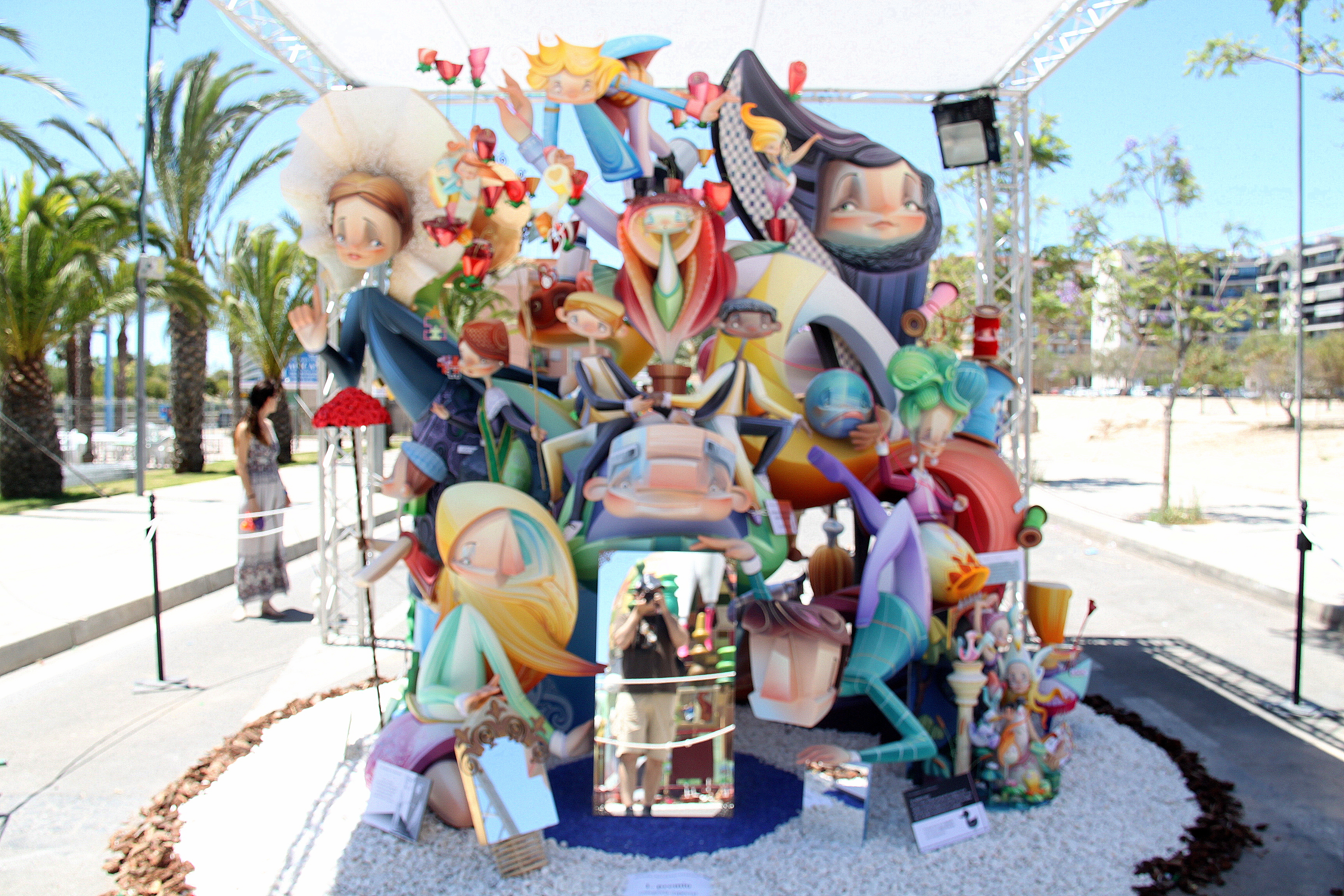
"Tots iguals, tots diferents". Foguera infantil Baver-Els Antigons 2016
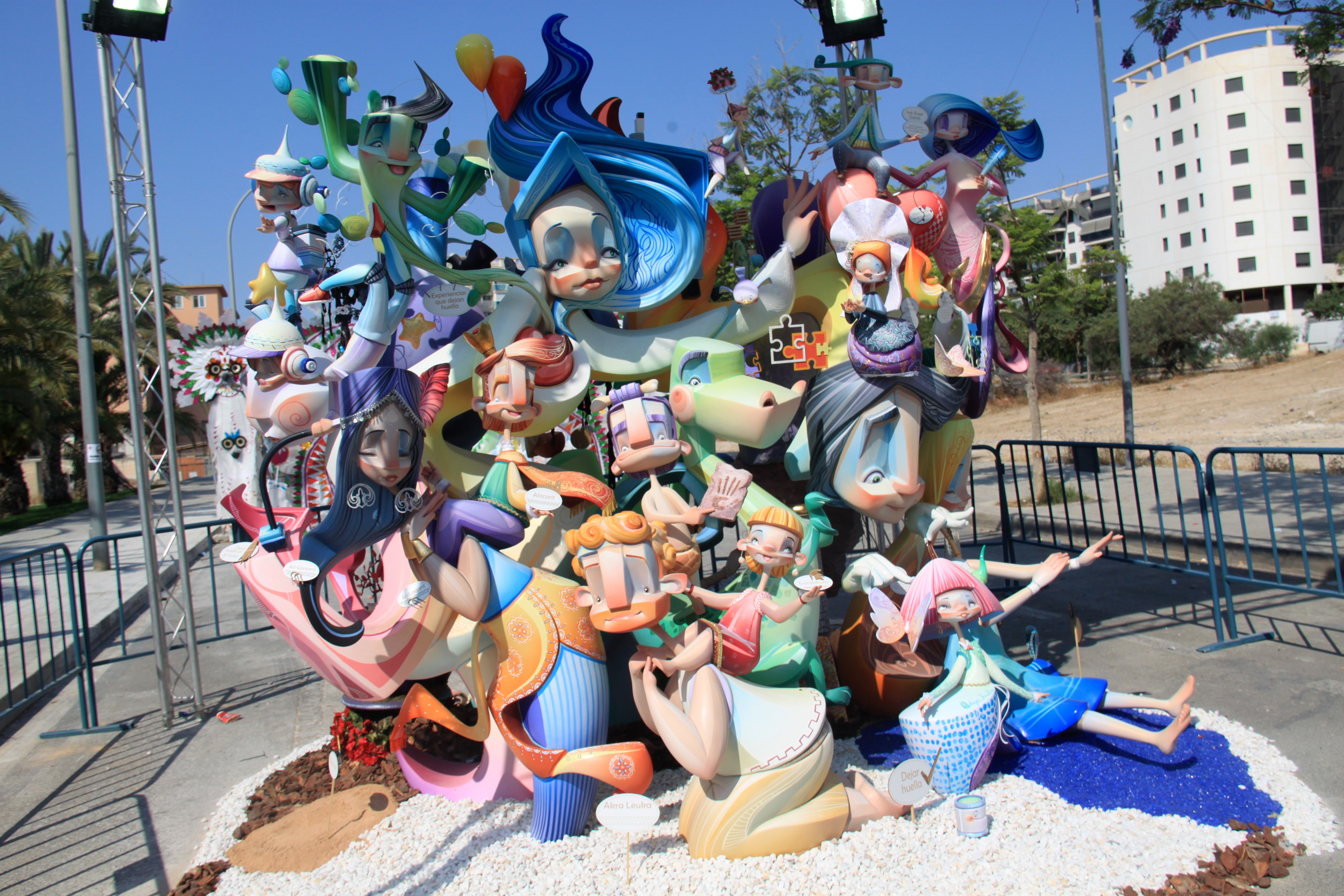
"Deixa empremta". Foguera infantil Baver-Els Antigons 2017